# Kolonowskie (gmina)
Kolonowskie est une gmina mixte du powiat de Strzelce Opolskie, Opole, dans le sud-ouest de la Pologne. Son siège est la ville de Kolonowskie, qui se situe environ 19 km au nord-est de Strzelce Opolskie et 33 km à l'est de la capitale régionale Opole.
La gmina couvre une superficie de 83,61 km2 pour une population de 6 223 habitants.

## Géographie
La gmina inclut les villages de Kolonowskie, Spórok, Staniszcze Małe et Staniszcze Wielkie
La gmina borde les gminy de Dobrodzień, Jemielnica, Ozimek, Strzelce Opolskie et Zawadzkie.